# جاستین لوپ
جاستین لوپ (انگلیسی: Justine Lupe؛ زادهٔ ۳۱ مهٔ ۱۹۸۹) بازیگر اهل ایالات متحده آمریکا است. وی از سال ۲۰۱۱ میلادی تاکنون مشغول فعالیت بوده‌است.
از فیلم‌ها یا مجموعه‌های تلویزیونی که وی در آن‌ها نقش داشته‌است، می‌توان به هیچ‌کس این را نمی‌خواهد، فرانسیس ها، بی‌شرم، همسر خوب، جوان‌تر، مرگ مغزی، خانم وزیر، آقای مرسدس، خانم میزل شگفت‌انگیز، وراثت، رؤیای شب نیمه تابستان و مرغ ربات اشاره نمود.